# Calliodis pallescens
Calliodis pallescens är en insektsart som först beskrevs av Reuter 1884.  Calliodis pallescens ingår i släktet Calliodis och familjen näbbskinnbaggar. Inga underarter finns listade i Catalogue of Life.